# Рекомендації щодо відпустки скромного дворянина
«Рекомендації щодо відпустки скромного дворянина» (яп. 穏やか貴族の休暇のすすめ。, Odayaka Kizoku no Kyūka no Susume) — серія ранобе, написана Місакі та проілюстрована Сандо. Вона почала публікуватися онлайн у січні 2014 року на вебсайті Shōsetsuka ni Narō. Пізніше її придбало видавництво TO Books, яке з червня 2018 року випустило дев'ятнадцять томів та дві короткі розповіді.
Манґа-адаптація з сценарієм від 8Key та малюнками від Момочі публікується онлайн через сервіс манґи Comic Corona від TO Books на базі Nico Nico Seiga з грудня 2018 року та зібрана в одинадцять томів танкобон. Манґа ліцензована в Північній Америці видавництвом Tokyopop.
Аніме-серіал, створений SynergySP, має вийти в січні 2026 року.

## Сюжет
Лізель, шляхтич зі свого світу, незрозумілим чином опиняється в іншому світі, усвідомлюючи цей факт як істину. Не маючи жодного досвіду самозахисту чи знань про життя простолюдинів, він звертається по допомогу до Джилла, просячи його стати своїм охоронцем. Хоча цей світ подібний до його власного, Лізель не знає які небезпеки та закони можуть принести йому проблеми.

## Персонажі
Лізель (яп. リゼル, Rizeru)
Сейю: Юітіро Умехара
Джилл (яп. ジル, Jiru)
Сейю: Сома Сайто

## Медіа

### Ранобе
Написана Місакі, серія «Рекомендації щодо відпустки скромного дворянина» почала публікуватися онлайн на сайті Shōsetsuka ni Narō 28 січня 2014 року. Пізніше її придбало видавництво TO Books, яке почало видавати її з ілюстраціями Сандо під своїм імпринтом ранобе TO Bunko 9 червня 2018 року. Станом на квітень 2025 року було випущено двадцять томів та дві короткі розповіді.
| №           | Дата виходу     | ISBN                   |
| ----------- | --------------- | ---------------------- |
| 1           | 9 червня 2018   | ISBN 978-4-8647-2701-3 |
| 2           | 10 жовтня 2018  | ISBN 978-4-8647-2743-3 |
| 3           | 10 грудня 2018  | ISBN 978-4-8647-2760-0 |
| 4           | 9 березня 2019  | ISBN 978-4-8647-2787-7 |
| 5           | 10 червня 2019  | ISBN 978-4-8647-2816-4 |
| 6           | 10 серпня 2019  | ISBN 978-4-8647-2838-6 |
| 7           | 10 грудня 2019  | ISBN 978-4-8647-2864-5 |
| 8           | 10 березня 2020 | ISBN 978-4-8647-2937-6 |
| 9           | 10 червня 2020  | ISBN 978-4-8669-9004-0 |
| 10          | 10 вересня 2020 | ISBN 978-4-8669-9036-1 |
| 11          | 10 грудня 2020  | ISBN 978-4-8669-9091-0 |
| 12          | 10 квітня 2021  | ISBN 978-4-8669-9134-4 |
| 1 розповідь | 10 червня 2021  | ISBN 978-4-8669-9230-3 |
| 13          | 18 вересня 2021 | ISBN 978-4-8669-9299-0 |
| 14          | 10 грудня 2021  | ISBN 978-4-8669-9374-4 |
| 15          | 20 квітня 2022  | ISBN 978-4-8669-9447-5 |
| 16          | 9 липня 2022    | ISBN 978-4-8669-9557-1 |
| 2 розповідь | 10 грудня 2022  | ISBN 978-4-8669-9719-3 |
| 17          | 20 квітня 2023  | ISBN 978-4-8669-9772-8 |
| 18          | 15 квітня 2024  | ISBN 978-4-8679-4148-5 |
| 19          | 15 жовтня 2024  | ISBN 978-4-8679-4339-7 |
| 20          | 15 квітня 2025  | ISBN 978-4-8679-4542-1 |

### Манґа
Манґа-адаптація з композицією від 8Key та малюнками від Момочі почала публікуватися на манґа-сервісі Comic Corona від TO Books (на базі Nico Nico Seiga) 17 грудня 2018 року. Станом на квітень 2025 року розділи манґи було скомпільовано у дванадцять томів танкобон.
У листопада 2024 року видавництво Manga Media заявило про випуск українського видання манґи. Перший том був випущений у продаж 26 лютого 2025 року. Англійською мовою манґа видається Tokyopop.
| №  | Японською         | Японською              | Українською    | Українською            |
| №  | Дата виходу       | ISBN                   | Дата виходу    | ISBN                   |
| -- | ----------------- | ---------------------- | -------------- | ---------------------- |
| 1  | 1 червня 2019     | ISBN 978-4-8647-2819-5 | 26 лютого 2025 | ISBN 978-617-8156-07-7 |
| 2  | 15 листопада 2019 | ISBN 978-4-8647-2875-1 | —              | —                      |
| 3  | 25 травня 2020    | ISBN 978-4-8647-2989-5 | —              | —                      |
| 4  | 14 листопада 2020 | ISBN 978-4-8669-9082-8 | —              | —                      |
| 5  | 1 червня 2021     | ISBN 978-4-8669-9233-4 | —              | —                      |
| 6  | 1 грудня 2021     | ISBN 978-4-8669-9373-7 | —              | —                      |
| 7  | 15 липня 2022     | ISBN 978-4-8669-9562-5 | —              | —                      |
| 8  | 15 грудня 2022    | ISBN 978-4-8669-9724-7 | —              | —                      |
| 9  | 15 червня 2023    | ISBN 978-4-8669-9872-5 | —              | —                      |
| 10 | 15 квітня 2024    | ISBN 978-4-8679-4152-2 | —              | —                      |
| 11 | 15 жовтня 2024    | ISBN 978-4-8679-4331-1 | —              | —                      |
| 12 | 15 квітня 2025    | ISBN 978-4-8679-4536-0 | —              | —                      |

### П'єса
Адаптація у формі п'єси йшла в театрі CBGK Shibugeki у Токіо з 6 по 10 квітня 2022 року.
Друга сценічна вистава з новим акторським складом відбулася в Theater Alpha Tokyo з 18 по 22 січня 2023 року.

### Аніме
Аніме-серіал був анонсований 9 жовтня 2024 року. Серіал виробляється студією SynergySP у співпраці з Ascension, режисером є Кента Нода, сценарії написав Йоске Судзукі, дизайн персонажів розробив Акіто Фудзівара, а музику написав Косуке Ямасіта. Прем'єра запланована на січень 2026 року.

## Сприйняття
Станом на жовтень 2024 року, тираж серії перевищив 1,5 мільйона копій.